# Nellie Melba
Nellie Melba, vlastním jménem Helen Porter Mitchellová (16. května 1861 – 23. února 1931) byla australská operní pěvkyně, představitelka lyrického sopránu. Její pseudonym byl vytvořen zkrácením názvu města Melbourne.
Její otec David Mitchell, skotský přistěhovalec, byl zámožným stavitelem a umožnil jí studium hudby. V roce 1886 odešla do Evropy, kde byla žákyní Mathilde Marchesi a úspěšně vystupovala v bruselském La Monnaie, londýnském Royal Opera House, pařížské Opeře a Metropolitní opeře v New Yorku. 
Patřila k nejvýznamnějším pěvkyním své doby. Byla také jednou z prvních, jejichž hlas byl zaznamenán na fonograf (fonografické válečky se zachovaly). Také mezi prvními spolu s Enricem Carusem podepsala s Berlinerovou firmou The Gramophone Company smlouvu, že bude k záznamu zpěvu používat právě jeho gramofonové desky. První nahrávka je z roku 1904. A byla vůbec první, jejíž vystoupení přenášelo rádio (Guglielmo Marconi v roce 1920). 
Její známé role byly Nedda v Komediantech, Desdemona v Othellovi, Mimi v Bohémě, Markétka ve Faustovi a titulní role v Aidě. V roce 1918 jí byl udělen Řád Britského impéria. Po ukončení pěvecké kariéry vyučovala na melbournské konzervatoři, která dnes nese její jméno.
Jejím nejoblíbenějším pěveckým partnerem byl Enrico Caruso. Když v letech 1913–1914 podnikala turné po šedesáti severoamerických městech, doprovázel ji slavný český houslový virtuos Jan Kubelík. V roce 1900 vystoupila na scéně Nového německého divadla v Praze ve Verdiho La Traviatě.
Šéfkuchař v londýnském hotelu Savoy a její velký obdivovatel Auguste Escoffier podle ní a na její počest pojmenoval svůj proslulý dezert „Peach Melba“ čili broskev Melba.

### Nellie Melba a vtipálek Caruso
Slavná, ale vysoce náladová operní diva používala často ke zvlhčení hrdla speciální žvýkací smotek z lístků eukalyptu. Mívala ho nachystaný v zákulisí v poháru  připraveném pro tento účel. Jejího zvyku si všiml věčný šprýmař Enrico Caruso a při společném vystoupení nahradil eukalypt podobným smotkem silného žvýkacího tabáku. Když si ho Nellie bezmyšlenkovitě vložila do úst, dobře se bavil jejím šklebem, pliváním a patrně i klením.